# Krzemienica (województwo łódzkie)
Krzemienica – wieś w Polsce położona w województwie łódzkim, w powiecie tomaszowskim, w gminie Czerniewice.

## Charakterystyka
Wieś szlachecka położona była w drugiej połowie XVI wieku w powiecie rawskim ziemi rawskiej województwa rawskiego.
W latach 1954–1972 wieś należała i była siedzibą władz gromady Krzemienica. W latach 1975–1998 miejscowość administracyjnie należała do województwa piotrkowskiego. Krzemienica leży nad rzeką Krzemionką. Osada liczy ok. 210 mieszkańców.
W pobliżu osady przebiega międzynarodowa droga szybkiego ruchu E67 (tzw. Gierkówka).
We wsi znajduje się zabytkowy, murowany  Kościół św. Jakuba Apostoła, zbudowany w miejscu stojącego tu wcześniej kościoła drewnianego. Świątynia jest zbudowana w stylu gotyckim z elementami renesansu. Jej budowa rozpoczęta została w 1598 r. a fundatorami byli Franciszek i Wawrzyniec Lipscy. Budowę kościoła ukończono w ciągu zaledwie 2 lat, w roku 1600. Wyposażenie kościoła ma charakter częściowo renesansowy. Wyróżnia się wśród niego ołtarz główny, z obrazem Matki Bożej unoszonej przez anioły. W kościele tym nakręcono część scen do filmu pt. Pan Wołodyjowski, gdzie "gra" on kościół w Kamieńcu Podolskim. W pobliżu kościoła znajduje się miejscowy cmentarz parafialny. 